# Jim Bolger

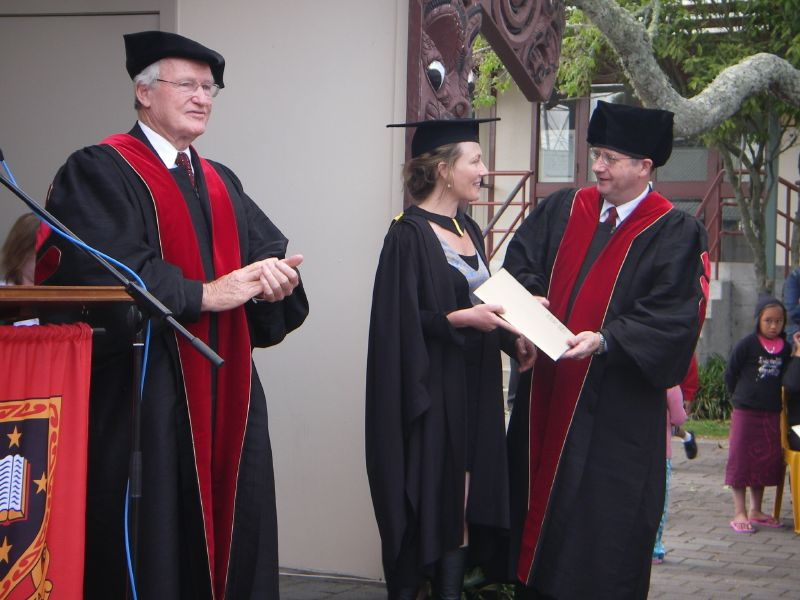
Bolger (pierwszy z lewej) podczas ceremonii wręczenia dyplomów absolwentom University of Waikato w 2008 roku

Jim Bolger (właśc. James Brendan Bolger; ur. 31 maja 1935 w Opunake) – nowozelandzki polityk, w latach 1990–1997 premier Nowej Zelandii.
Pochodzi z rodziny irlandzkich imigrantów. Jako 15-latek porzucił naukę w szkole i zajął się pracą na rodzinnej farmie specjalizującej się w hodowli owiec. Z czasem został prominentnym działaczem organizacji rolniczych, a stamtąd trafił do Nowozelandzkiej Partii Narodowej. W 1972 po raz pierwszy z powodzeniem kandydował z jej ramienia do Izby Reprezentantów. W 1975 został członkiem gabinetu Roberta Muldoona, w którym początkowo odpowiadał za kwestie rybołówstwa, a później także rolnictwa. W 1984 narodowcy przeszli do opozycji, a dwa lata później Bolger wywalczył stanowisko ich lidera. O ile pierwsze wybory pod jego wodzą w 1987 zakończyły się dla partii niepomyślnie, o tyle w 1990 odniosła ona zdecydowane zwycięstwo.
W czasie swojej pierwszej kadencji Bolger kontynuował zapoczątkowaną przez jego poprzedników politykę radykalnych cięć w wydatkach publicznych, zwłaszcza w sferach ochrony zdrowia i ubezpieczeń społecznych, co było niezbędne z punktu widzenia gospodarczego, ale nie przysparzało rządowi zwolenników. Po wyborach z 1993 złagodził nieco swój kurs. W tym samym roku odbyło się także referendum w sprawie zmiany ordynacji wyborczej. Wcześniej Nowa Zelandia stosowała system większościowy wzorowany na brytyjskim. Wyborcy zdecydowali jednak, aby zastąpić go ordynacją mieszaną. Bolger był także zwolennikiem zerwania unii personalnej z Wielką Brytanią. Wielokrotnie rozmawiał na ten temat z Elżbietą II, która - według jego relacji - przyjmowała to bardzo spokojnie. Ostatecznie pomysł ten nie został jednak wprowadzony w życie. 
W 1997 padł ofiarą buntu wewnątrz partii i gabinetu, którego przywódczynią była minister transportu Jenny Shipley. Widząc, że jego poparcie wśród partyjnych kolegów jest coraz mniejsze, 8 grudnia 1997 podał się do dymisji. Nowym premierem – jako pierwsza w dziejach Nowej Zelandii kobieta – została Shipley. Bolger początkowo zgodził się być jednym z wiceministrów w jej ekipie, ale w 1998 odszedł z rządu i parlamentu. Wkrótce potem został mianowany ambasadorem Nowej Zelandii w USA. Po powrocie do kraju pełnił szereg funkcji w biznesie, był m.in. przewodniczącym rady nadzorczej nowozelandzkiej poczty. Od 2007 jest także kanclerzem University of Waikato. 
Prywatnie Bolger jest żonaty i ma dziewięcioro dzieci. W 2007 ujawnił, iż cierpi na neuralgię trójdzielną. Schorzenie to utrudnia mu nieco codzienne funkcjonowanie, ale nie stanowi zagrożenia dla życia.